# Corticarina montana
Corticarina montana es una especie de coleóptero de la familia Latridiidae.

## Distribución geográfica
Habita en Camerún.